# Tetramesa arrhenateri
Tetramesa arrhenateri is een vliesvleugelig insect uit de familie Eurytomidae. De wetenschappelijke naam is voor het eerst geldig gepubliceerd in 1963 door Erdös.